# Vasa
El Vasa (conocido también como Wasa, Wasan o Wasen; nombre completo: Regalskeppet Vasa) fue un navío de guerra sueco construido por órdenes del rey Gustavo II Adolfo de Suecia, de la casa de Vasa, entre 1626 y 1628. El Vasa naufragó en su viaje inaugural, el domingo 10 de agosto de 1628, tras recorrer poco más de un kilómetro en el puerto de Estocolmo por inestabilidad. El buque fue rescatado el 24 de abril de 1961 y tras su reconversión en barco museo, se puede visitar en el museo homónimo en la isla de Djurgården en Estocolmo.
Fue construido como buque insignia y símbolo del poderío del Imperio sueco. En el momento de su hundimiento, el rey se encontraba al mando de su tropa enfrentándose al ejército de la República de las Dos Naciones.
Fue precisamente Gustavo II Adolfo quien había apostado tanto por la Armada, que le brindó grandes victorias como la conquista de Riga y Livonia en 1621 y la consiguiente ocupación de Prusia y el estuario del Vístula en 1626. Dos años más tarde, sus buques fueron claves para transportar y suministrar a los más de 30 000 soldados que invadieron Pomerania, con más eficacia y más rápidamente de lo que era capaz el enemigo por tierra. Además, el rey era muy consciente de la importancia de la artillería naval, por lo que ordenó construir la nave con dos puentes de cañones. 
El buque estaba armado con 64 cañones de bronce colocados en tres puentes: la superior, batería alta y batería baja. El Vasa desplazaba más de 1200 toneladas. La superficie vélica era de 1150 m² y tenía un peso total de unas 800 toneladas. Se calcula la dotación del Vasa en ciento treinta marineros y trescientos soldados. Para establecer una comparación, el USS Constitution fabricado 170 años después—una de las primeras fragatas de la Armada de los Estados Unidos— y botado en 1797 , tenía, aproximadamente la misma potencia de fuego, pero pesaba 700 toneladas más que el Vasa
En su primera singladura una fuerte ráfaga de viento azotó al Vasa y el buque volcó al llevar demasiada carga que no estaba bien estibada y que se desplazó al otro lado del buque, lo que agravó la zozobra del mismo.

## Historia

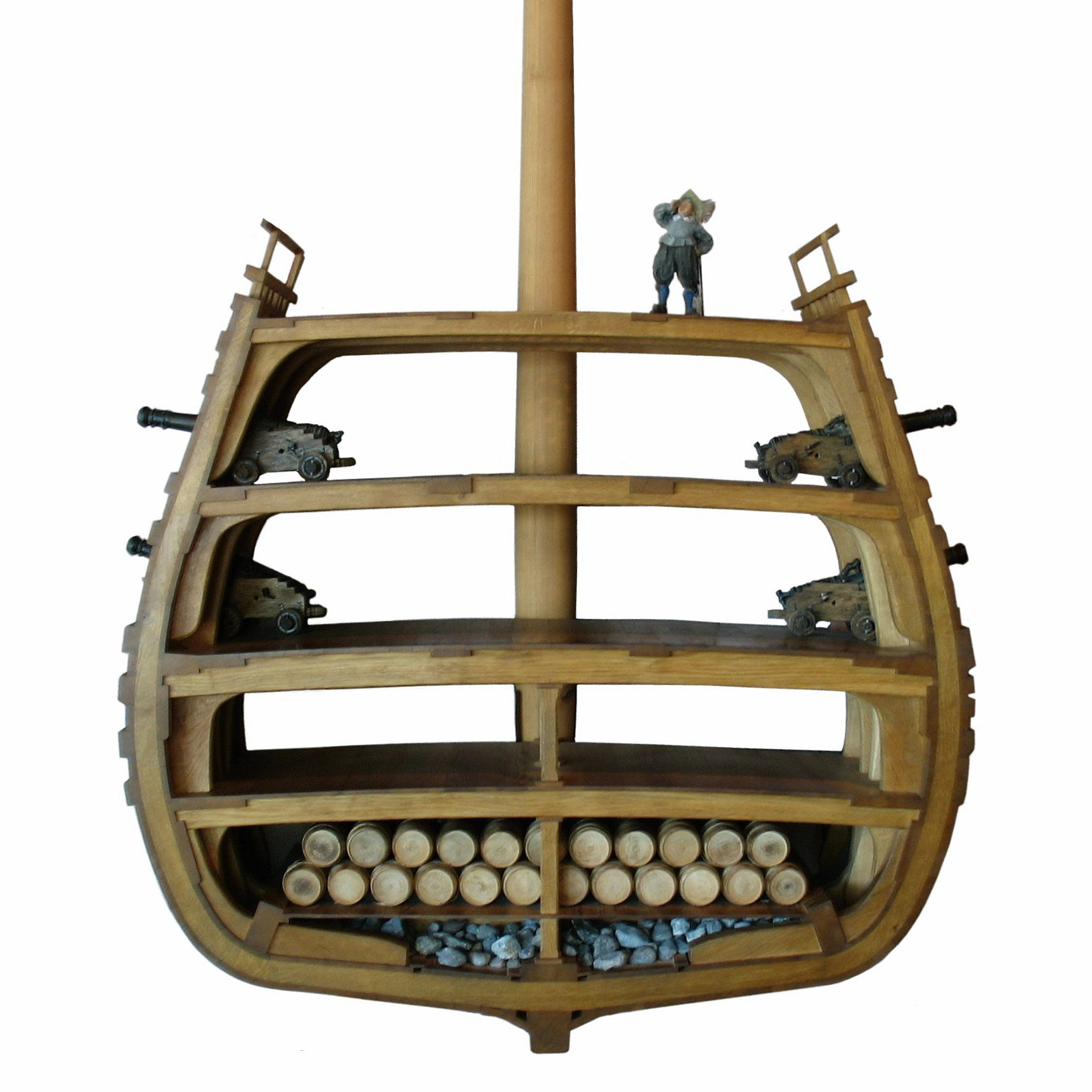
Sección transversal de una maqueta del Vasa.

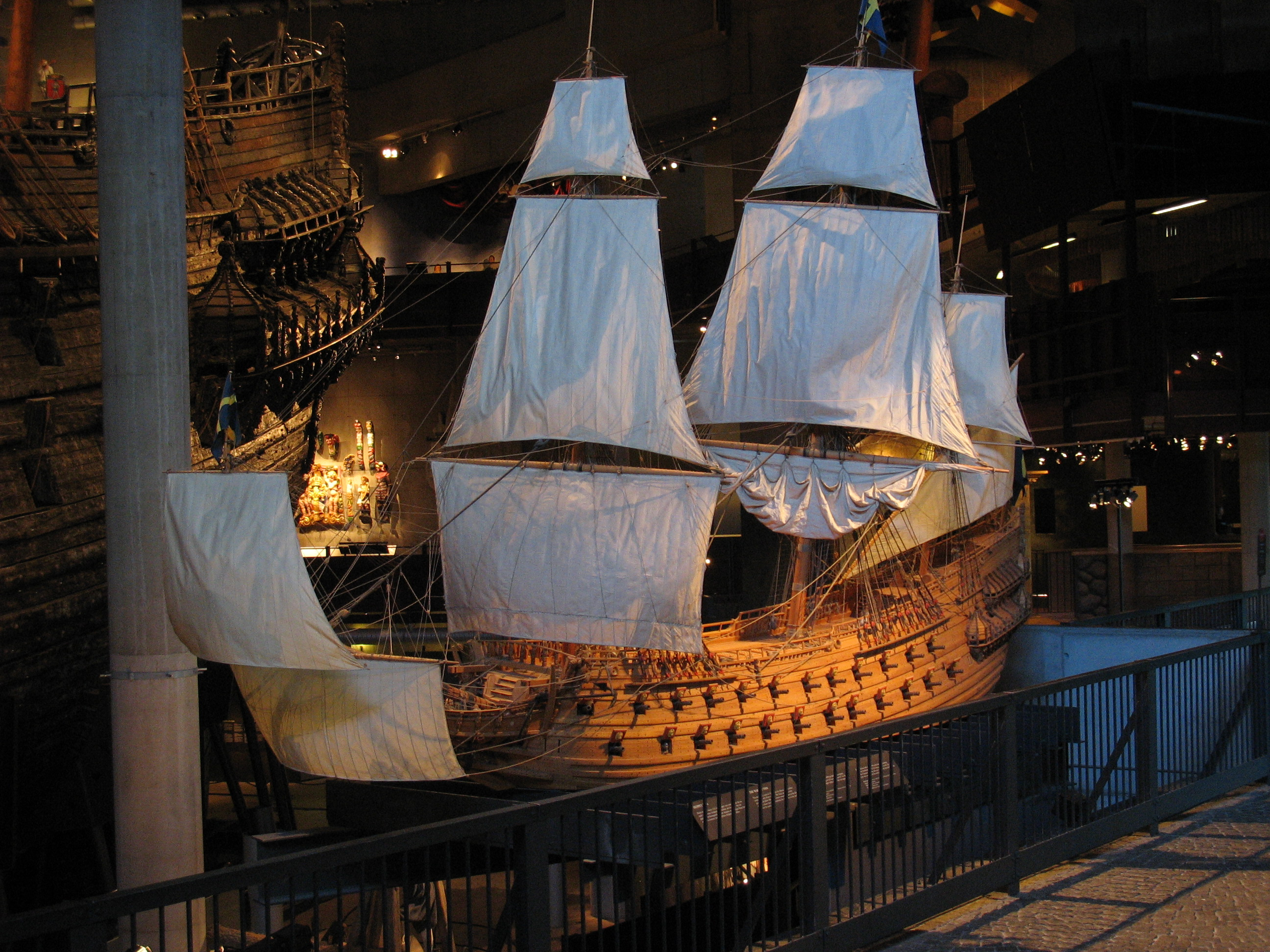
El bauprés del Vasa está compuesto por dos piezas.

A inicios de los años 1620, Suecia se encontraba en guerra con Polonia dentro del creciente conflicto de la Guerra de los Treinta Años, iniciada en Alemania. El conflicto se había iniciado en 1618 y desde la perspectiva protestante la guerra no había progresado. El rey Gustavo II Adolfo de Suecia llevaba ya quince años de reinado y la flota real sueca se encontraba en malas condiciones.[cita requerida] Las intenciones del rey sueco exigían un control férreo sobre el mar Báltico.
En 1625, el rey mandó construir cuatro naves, dos grandes (135 pies 
de eslora) y dos menores (108 pies). Las mayores serían Vasen (el Vasa) y Tre Kronor (Tres Coronas) y la intención es que fueran las naves más poderosas y mejor armadas que existieran. El nombre Vasen se refiere a una gavilla (en sueco vase), el símbolo de la dinastía Vasa a la cual el rey Gustavo II Adolfo pertenecía. En ese año se talaron mil robles solo para construir este navío. Los carpinteros trabajaron a tiempo completo en Sörmland con plantillas para los distintos detalles y escogiendo los árboles. Los árboles se cortaron y trasladaron a Skeppsgården (hoy Blasieholmen), entonces compuesto por dos islas. La nave comenzó a construirse en enero de 1626.
Entre 1621 y 1625, la construcción en el astillero de Estocolmo estuvo a cargo de Antonius Monier; el holandés Henrik Hybertsson (alternativamente Henrijk Hybertson o Hendrijk Hybertszoon) fue contratado como constructor naval. Henrik y su hermano Arendt Hybertsson de Groote tomaron el control del astillero el 16 de enero de 1625 y a ellos se les encomendó la construcción de los cuatro navíos.
En esa época no existían planos de construcción; en su lugar se utilizaban compases con proporciones establecidas que se suponía que otorgaban buenas propiedades a una nave. Los compases utilizados en la construcción del Vasa eran apropiados para un puente de cañones, pero el rey había ordenado un segundo puente, lo cual habría dado lugar a una temible máquina de guerra si todo hubiera funcionado.

## El naufragio

La ruta seguida por el Vasa desde Skeppsgården (astillero) a su anclaje cerca del antiguo castillo donde, en la primavera de 1628, y después al lugar donde se hundió, cerca de la isla Beckholmen.

El Vasa se hundió al encadenarse varios acontecimientos. Uno de los motivos barajados para explicar por qué se dio la orden de su singladura, a pesar de haberse detectado con anterioridad la inestabilidad del buque, fue porque el monarca se impacientó con los retrasos y nadie se atrevió a llevarle la contraria.
Otros motivos, propuestos por Borgenstam y Sandstroem (1995), incluyeron que el Vasa comenzó previsto como un buque más pequeño, en línea con la moda de la época, y se terminó construyendo una nave mucho más grande de lo previsto, entre otras consideraciones, para incorporar una segunda batería de cañones añadida una vez comenzada la construcción.
Por otra parte, el encargado de la obra, Henrik Hybertsson, enfermó y murió al año de comenzar las obras y delegó en su ayudante, Hein Jacobsson, en lugar de supervisar la obra él personalmente.
Al observar que las troneras inferiores quedaban demasiado cerca del agua, el almirante Fleming ordenó que solo se cargara la mitad del lastre previsto.
En todo caso, parece claro que, siendo la embarcación demasiado alta con respecto a su manga, su centro de gravedad estaba a una altura excesiva. Al pasar la isla de Södermalm se levantó una suave brisa que escoró el navío y el agua empezó a entrar por las troneras de la línea inferior de cañones. La acumulación de agua en la bodega precipitó su hundimiento. A los 15 minutos de levar anclas, ya se había hundido.
Antes de levantar anclas se había hecho una prueba: treinta hombres de la tripulación corrieron de estribor a babor. El resultado fue que el barco se escoraba, pero aun así decidieron zarpar. A pesar de que las pruebas de estabilidad fueron abortadas por la evidente inestabilidad del buque, el 10 de agosto de 1628 el Vasa levó anclas para navegar partiendo de Estocolmo. Se elevaron cuatro velas y se disparó el saludo con dos tiros. El viento era suave y el Vasa se deslizó lentamente a lo largo de Skeppsbron y luego a lo largo de los montes meridionales de Södermalm.
Varias fuentes indican que la nave se balanceó anormalmente desde el inicio a pesar del suave viento.[cita requerida]

## Las esculturas

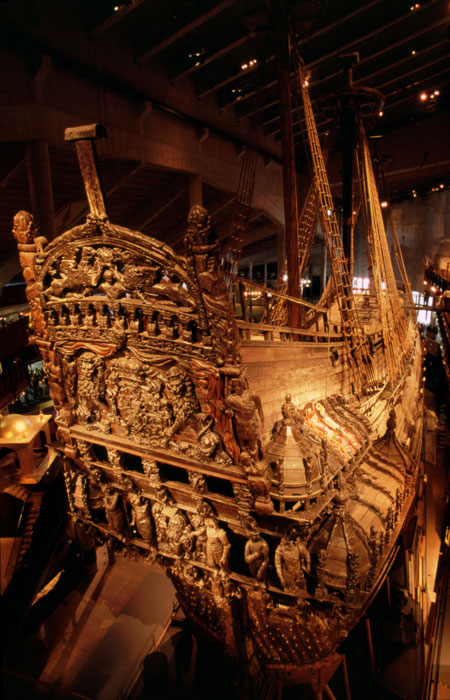
Detalle del rico decorado de la popa.

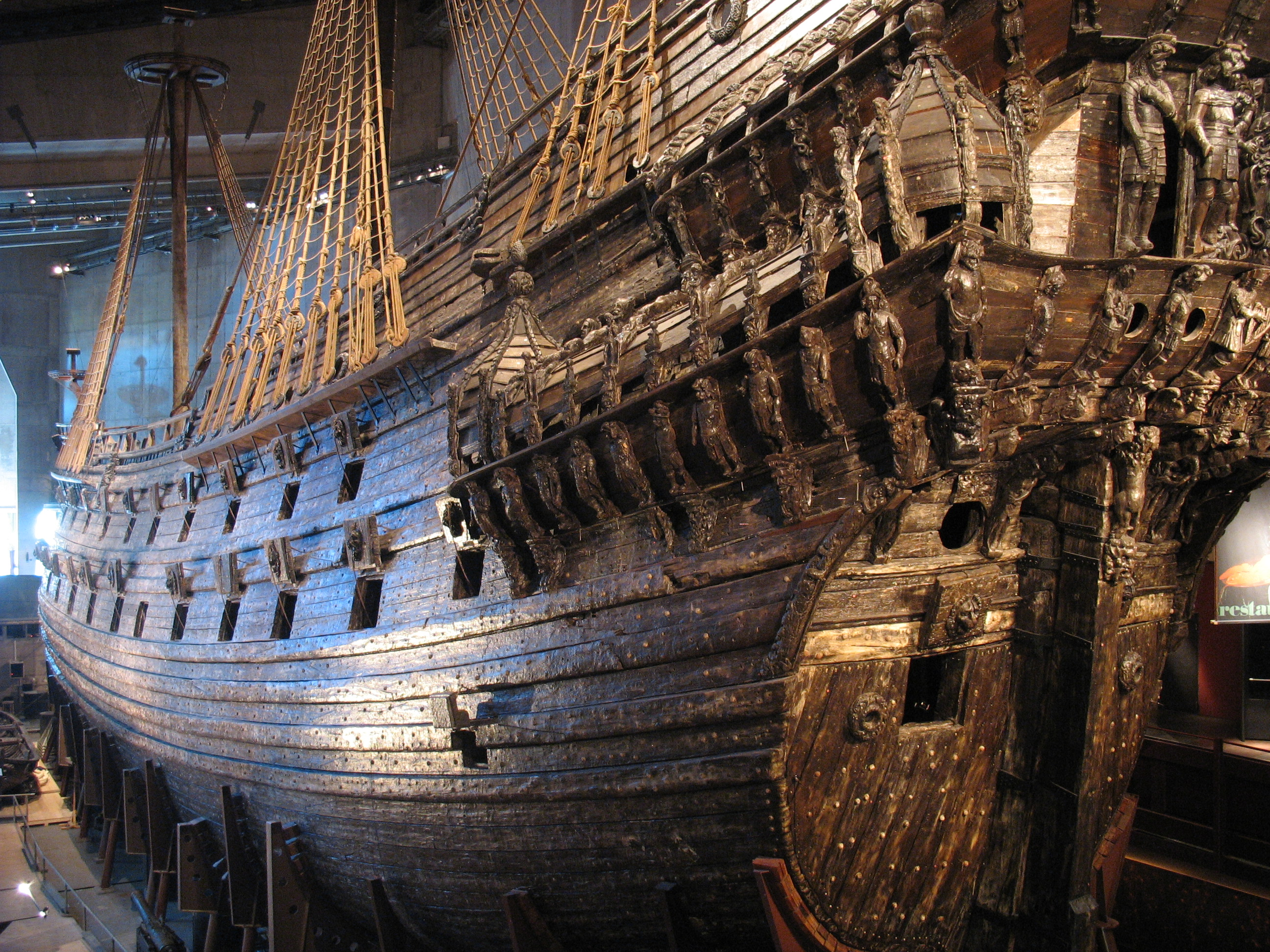
Algunas de las tallas de la popa del buque.

Hay otra cosa que el mar ha conservado muy bien, las esculturas. Estas hermosas tallas de la popa del barco, están divididas en cinco registros o partes.
En la primera parte se muestran dos leones sosteniendo un escudo. En la segunda parte aparece una serie de caras humanas representando varias emociones: la primera cara expresa risa, sonrisa exagerada; la segunda, ira; la tercera cara expresa estado normal; la cuarta expresa sonrisa y, finalmente la quinta, miedo. El tercer registro muestra figuras vestidas de cintura para abajo, con tocados parecidos a turbantes. En la cuarta parte de las figuras de popa se ve al rey en el centro, un ángel a cada lado, dos soldados, criados y, al lado de un criado, una criada. La quinta son figuras parecidas a sirenas y criaturas marinas.
Además de lo descrito, el barco portaba unas 700 esculturas más, de héroes bíblicos, emperadores romanos y deidades griegas, de colores llamativos y sobre fondo rojo.

## El salvamento
Tras haber permanecido en el fondo del mar, casi olvidado por más de 300 años, el arqueólogo Anders Franzes, dio con él en 1956. Tras una gran operación de rescate, en 1961 (tardaron seis años en sacarlo a flote) se trasladó al nuevo museo Vasa para que fuese tratado debidamente. Se trató durante años con líquidos especiales (glicol de polietileno), hasta que quedó perfectamente protegido, y reconstruido como barco museo.
Su buen estado de conservación se debía a la baja salinidad del agua, ya que quedó hundido en el fango, en una zona de muy bajas temperaturas.